# Partit Comunista Treballador de l'Iraq
El Partit Comunista dels Treballadors de l'Iraq (àrab: الحزب الشيوعي العمالي العراقي, al-Ḥizb ax-Xuyūʿī al-ʿUmmālī al-ʿIrāqī) és una organització política iraquiana de tendència marxista activa a l'Iraq i entre els exiliats. El seu líder és Rebwar Ahmed. Edita una revista anomenada «Iraq Setmanal».
Es va fundar el 21 de juliol de 1993 per la fusió de quatre petits grups comunistes. Es van oposar a Saddam Hussein operant principalment al Kurdistan i a l'estranger, i des de 2003 a l'administració americana. Van participar en la fundació de la Federació de Consells de Treballadors i Sindicats de l'Iraq, de l'Organització per la Llibertat de la Dona a l'Iraq, i del Sindicat d'Aturats de l'Iraq. Està agermanat al Partit Comunista Treballador de l'Iran-Hekmatista.
El 2005 va formar una organització de masses amb les seves organitzacions satèl·lits i individuals, coneguda com a Congrés Iraquià de la Llibertat que preconitza un Iraq secular i democràtic. El 2008 es va formar un partit germà al Kurdistan Iraquià amb el nom de Partit Comunista dels Treballador del Kurdistan.